# Snowy Point
Der Snowy Point (englisch für Verschneite Spitze) ist eine moderat ansteigende Landspitze im ostantarktischen Viktorialand. Am Südende der Deep Freeze Range markiert sie südöstlich des Kap Sastrugi und nördlich der Northern Foothills die Nordseite des westlichen Zugangs von der Nansen-Eistafel zum Browning-Pass.
Die sogenannte Nordgruppe der britischen Terra-Nova-Expedition (1910–1913) unter der Leitung des britischen Polarforschers Robert Falcon Scott erkundete sie und benannte sie deskriptiv.